# Saracura-do-mangue
Saracura-do-mangue ou frango-d'água-pequeno (nome científico: Aramides mangle) também conhecido popularmente como saracura-da-praia e saracura três-potes, é uma espécie de saracura que é endêmica do Brasil, sendo encontrada em manguezais e matas adjacentes do estado do Pará ao Rio de Janeiro. Tais aves chegam a atingir 32 centímetros de comprimento, possuindo cabeça, pescoço e nuca cinzentos, dorso oliváceo, abdómen ferrugíneo e bico verde com a base vermelha.

## Etimologia
"Saracura" origina-se do vocábulo tupi sara'kura.